# Humphrey Stafford (mort en 1486)
Pour les articles homonymes, voir Humphrey Stafford et Stafford.
Humphrey Stafford (v. 1427 – 8 juillet 1486) était un noble anglais. Il fut exécuté par Henri VII d'Angleterre pour son soutien à Richard III.

## Biographie
Fidèle de la Maison d'York, Stafford combat pour Richard III à Bosworth le 22 août 1485.
Il conduit une rébellion contre son successeur Henri VII à Worcester en avril 1486 avec le soutien de son frère Thomas et de Francis Lovell, ancien conseiller de Richard III.
Ayant échoué à mobiliser suffisamment d'hommes, il s'enfuit avec son frère à l'abbaye de Culham le 11 mai. Traîné de force en dehors du sanctuaire par les soldats du roi, il est jugé par Henri qui le condamne à mort. Il est exécuté le 8 juillet à Tyburn.
Son frère Thomas est cependant pardonné par le roi.